# اچ‌تی‌ام‌اس تونبوری
اچ‌تی‌ام‌اس تونبوری (به انگلیسی: HTMS Thonburi) یک کشتی دفاع ساحلی بود که طول آن ۲۵۲٫۶۶ فوت (۷۷٫۰۱ متر) بود. این کشتی در سال ۱۹۳۸ ساخته شد.